# Rivière Blanche (rivière Bourbon)
Pour les articles homonymes, voir Rivière Blanche.
La rivière Blanche est un affluent de la rivière Bourbon laquelle se déverse dans la rivière Bécancour.
La rivière Blanche coule dans les municipalités de Saint-Pierre-Baptiste, de Laurierville (secteur de Sainte-Julie) et de Plessisville (paroisse), dans la municipalité régionale de comté (MRC) de l'Érable, dans la région administrative du Centre-du-Québec, dans la province de Québec, au Canada.

## Géographie
Les principaux bassins versants voisins de la rivière Blanche sont :
- côté nord : rivière Bécancour, rivière Bourbon, ruisseau Manningham, rivière Noire (rivière Bécancour) ;
- côté est : rivière Bécancour, rivière Noire, rivière McKenzie ;
- côté sud : ruisseau du Moulin, ruisseau Charles, rivière Bulstrode ;
- côté ouest : ruisseau de la Savane, rivière Bourbon, rivière Bulstrode, rivière Bécancour.

La rivière Blanche prend sa source au lac Camille (longueur : 0,8 km ; altitude : 284 m), situé dans Saint-Pierre-Baptiste. Ce lac est situé à 6,2 km au sud du village de Laurierville et à 10,7 km à l'est du centre-ville de Plessisville.
À partir de sa source, la rivière Blanche coule sur 8,3 km selon les segments suivants :
- 0,2 km vers l'ouest, jusqu'à la limite municipale de Laurierville (secteur de Sainte-Julie) ;
- 0,8 km vers l'ouest, en traversant la partie sud du territoire de Laurierville¸(secteur de Sainte-Julie) ;
- 2,4 km vers le sud-ouest, en traversant la partie nord du territoire de Saint-Pierre-Baptiste, en passant au nord du Mont Apic, jusqu'à la limite municipale de Plessisville (paroisse) ;
- 0,6 km vers le nord-ouest, dans la municipalité de Plessisville (paroisse), jusqu'au pont du chemin Lachance ;
- 3,2 km vers le sud-ouest, jusqu'à la route 165 ;
- 1,1 km vers le sud-ouest, jusqu'à sa confluence.

La rivière Blanche se déverse sur la rive sud-est de la rivière Bourbon en aval du "ruisseau de la Savane", au sud du village de Plessisville (ville).

## Toponymie
Le toponyme "rivière Blanche" a été officialisé le 6 mars 1970 à la Commission de toponymie du Québec.